# Aurimas
Aurimas ist ein litauischer männlicher Vorname. Die weibliche Form ist Aurimė.

## Personen
- Aurimas Didžbalis (* 1991), Gewichtheber
- Aurimas Gaidžiūnas (* 1967), Politiker, Seimas-Mitglied
- Aurimas Kučys (* 1981), Fußballspieler
- Aurimas Lankas (* 1985), Kanute
- Aurimas Pečkauskas (* 1987), Arzt und Politiker, Vizeminister der Gesundheit
- Aurimas Taurantas (* 1956), Politiker und Diplomat